# Калин, Александр
Александр Калин (род. 26 июня 2005, Молдова) — молдаванский футболист, правый защитник клуба «Гагаузия-Огузспорт».

## Карьера
Воспитанник Чадыр-Лунгской школы футбола. Занимался футболом в местных командах. В июле 2022 года перешёл в молдавское «Динамо-Авто». Дебютировал за клуб 14 августа 2022 года в матче против тираспольского «Шерифа». В феврале 2023 года футболист покинул клуб. В феврале 2023 года футболист присоединился к клубу «Гагаузия-Огузспорт».

## Международная карьера
В 2021 году дебютировал за юношеские сборные Молдовы до 16 и до 17 лет. За вторую первоначально в январе 2021 года отправился на Кубок Развития. Стал бронзовым призёром турнира. В октябре 2021 года вместе со сборной отправился на квалификационные матчи юношеского чемпионата Европы.